# Kreis Cottbus-Land
Der Kreis Cottbus-Land (niedersorbisch Wokrejs Chośebuz-kraj) war ein Landkreis im Bezirk Cottbus der DDR. Von 1990 bis 1993 bestand er als Landkreis Cottbus im Land Brandenburg fort. Sein Gebiet gehört heute zum Landkreis Spree-Neiße sowie zur kreisfreien Stadt Cottbus, die zwischen 1974 und 2003 viele Gemeinden des ehemaligen Kreises als Stadtteile aufnahm, zum Beispiel Sielow und Kiekebusch. Der Sitz der Kreisverwaltung befand sich in der Stadt Cottbus, die selbst nicht dem Kreis angehörte.

## Geographie

### Lage
Der Kreis Cottbus-Land lag in der Niederlausitz und umschloss ringförmig die Stadt Cottbus. Er wurde von der Spree durchflossen und umfasste den östlichen Teil des Spreewaldes.

### Nachbarkreise
Der Kreis Cottbus-Land umschloss den Stadtkreis Cottbus vollständig. Der Kreis grenzte im Norden an die Kreise Lübben und Beeskow (Bezirk Frankfurt (Oder)), im Nordosten an den Kreis Guben, im Osten an den Kreis Forst, im Süden an den Kreis Spremberg und im Westen an den Kreis Calau.

## Geschichte
Bereits seit 1818 bestand in der preußischen Provinz Brandenburg ein Landkreis Cottbus, der nach dem Zweiten Weltkrieg zum Land Brandenburg gehörte. Bei einer ersten Kreisreform in der DDR wurde 1950 der Landkreis Cottbus um die bis dahin kreisfreien Städte Cottbus, Forst und Guben sowie um einen Teils des Landkreises Guben vergrößert. Gleichzeitig wurden mehrere Gemeinden an die Landkreise Lübben, Spremberg und Senftenberg abgegeben.
Am 25. Juli 1952 kam es in der DDR zu einer umfangreichen Verwaltungsreform, bei der unter anderem die Länder der DDR aufgelöst und neue Bezirke eingerichtet wurden. Der Landkreis Cottbus wurde dabei neu zugeschnitten, der Kreis Guben wieder eingerichtet. Außerdem entstand aus dem Kreisgebiet der Kreis Forst. Aus dem verbleibenden Kreisgebiet wurde unter Einschluss von kleineren Gebieten der Landkreise Lübben, Spremberg und Senftenberg der im Zuschnitt neue Kreis Cottbus gebildet, der dem neugebildeten Bezirk Cottbus zugeordnet wurde. Der Kreissitz war in der Stadt Cottbus, die zunächst kreisangehörig blieb. Der Kreis zählte zum sorbischen Siedlungsgebiet.
Am 1. März 1954 wurde die Stadt Cottbus aus dem Kreis Cottbus ausgegliedert und damit kreisfrei. Der verbleibende Kreis wurde seitdem Kreis Cottbus-Land genannt.
Am 17. Mai 1990 wurde der Kreis Cottbus-Land in Landkreis Cottbus umbenannt. Im Zuge der Wiedervereinigung kam der Landkreis Cottbus zum Land Brandenburg. Im Rahmen der brandenburgischen Kreisreform wurde der Landkreis Cottbus am 6. Dezember 1993 aufgelöst und in den neuen Landkreis Spree-Neiße eingegliedert.

## Kreisangehörige Städte und Gemeinden
Aufgeführt sind alle Orte, die am 25. Juli 1952 bei Einrichtung des Kreises Cottbus eigenständige Gemeinden waren. Eingerückt sind Gemeinden, die bis zum 5. Dezember 1993 ihre Eigenständigkeit verloren und in größere Nachbargemeinden eingegliedert wurden, oder die sich zu neuen Gemeinden zusammengeschlossen haben, oder die aus dem Kreis ausgegliedert wurden.
- - Auras (seit 1. Januar 1926 mit Ortsteil Oelsnig, wurde zum 10. Januar 1973 nach Schorbus eingemeindet)
- Babow (wurde zum 1. Januar 1974 nach Müschen eingemeindet, seit 6. Mai 1990 wieder eigenständig)
- Bärenbrück (Ortsteil der Gemeinde Teichland)
  - Bräsinchen (seit 1. Juli 1971 Ortsteil von Neuhausen/Spree, war bereits vor Bestehen des Kreises von 1939 bis 1946 Ortsteil von Neuhausen)
- Branitz
- Briesen
  - Brodtkowitz (wurde am 1. Januar 1972 nach Krieschow eingemeindet)
  - Burg-Dorf (am 1. Januar 1960 Zusammenschluss von Burg-Dorf, Burg-Kauper und Burg-Kolonie zu Burg (Spreewald))
  - Burg-Kauper, dito
  - Burg-Kolonie, dito
- Burg (Spreewald) (entstand am 1. Januar 1960 durch den Zusammenschluss von Burg-Dorf, Burg-Kauper und Burg-Kolonie)
- Casel (mit Ortsteil Göritz, seit 1. Januar 1958 mit Ortsteil Illmersdorf)
  - Cottbus (mit den Ortsteilen Brunschwig, Sandow, Madlow, Sachsendorf, Saspow, Schmellwitz und Ströbitz) (ausgegliedert aus dem Kreis am 1. März 1954)
- Dissen
- Dissenchen (seit dem 1. Januar 1974 mit Merzdorf und Schlichow, am 1. August 1983 Eingliederung der Gemarkung des devastierten Groß Lieskow, zum 31. Dezember 1988 Ausgliederung von Merzdorf)
- Döbbrick (seit 1. Januar 1974 mit Ortsteil Skadow)
- Domsdorf (seit 1. Januar 1973 mit Ortsteil Steinitz)
- Drachhausen
- Drebkau (mit Ortsteil Raakow, seit 1. Januar 1974 mit Ortsteil Golschow)
- Drehnow
- Eichow
- Fehrow
- Frauendorf
- Gablenz
- Gallinchen
- Glinzig
  - Golschow (wurde am 1. Januar 1974 in die Stadt Drebkau eingemeindet)
- Greifenhain (seit 1. Januar 1974 mit Ortsteil Radensdorf)
- Groß Döbbern
- Groß Gaglow
  - Groß Lieskow (seit 1. Januar 1974 mit Ortsteil Klein Lieskow, wurde am 1. August 1983 nach Dissenchen eingemeindet)
- Groß Oßnig (mit Harnischdorf und Roschitz)
- Guhrow
- Gulben (wurde am 10. Januar 1973 nach Kolkwitz eingemeindet, seit 6. Mai 1990 wieder eigenständig)
- Haasow
- Hänchen
  - Illmersdorf (wurde am 1. Januar 1958 nach Casel eingemeindet)
- Jehserig (mit Papproth und Göhrigk, seit 10. Januar 1973 mit Ortsteil Rehnsdorf)
  - Kackrow (wurde am 1. Januar 1972 nach Krieschow eingemeindet)
- Kahren
- Kathlow (wurde am 1. Januar 1974 nach Sergen eingemeindet, seit 6. Mai 1990 wieder eigenständig)
- Kiekebusch
- Klein Döbbern
- Klein Gaglow
  - Klein Lieskow (am 1. Januar 1974 eingemeindet nach Groß Lieskow)
  - Klein Oßnig (wurde am 1. Januar 1974 nach Schorbus eingemeindet)
- Kolkwitz (seit 1950 mit Ortsteilen Dahlitz und Zahsow, seit 10. Januar 1973 mit Ortsteil Gulben, zum 6. Mai 1990 Ausgliederung von Gulben)
- Komptendorf (wurde am 1. Januar 1974 nach Roggosen eingemeindet, seit 6. Mai 1990 wieder eigenständig)
- Koppatz (seit 2004 Ortsteil der Gemeinde Neuhausen/Spree)
- Krieschow (auch Krieschow-Wiesendorf, mit Krieschow und Wiesendorf, seit 1. Januar 1972 mit Ortsteilen Brodtkowitz und Kackrow)
  - Lakoma (am 1. Januar 1974 eingemeindet nach Willmersdorf)
- Laubsdorf
- Laubst (seit 10. Januar 1973 mit Ortsteil Löschen)
- Leuthen
- Limberg
  - Löschen (wurde am 10. Januar 1973 nach Laubst eingemeindet)
- Maust (Ortsteil der Gemeinde Teichland)
- Merzdorf (am 1. Januar 1974 eingemeindet nach Dissenchen, seit 31. Dezember 1988 wieder eigenständig)
- Milkersdorf
- Müschen (seit 1. Januar 1974 mit Ortsteil Babow, zum 6. Mai 1990 Ausgliederung von Babow)
- Neuendorf (Ortsteil der Gemeinde Teichland)
- Neuhausen (seit 1. Juli 1971 mit Ortsteil Bräsinchen)

- Papitz (seit 1950 mit Ortsteil Kunersdorf)
- Peitz (seit 1950 mit Ortsteil Ottendorf)
- Preilack
  - Radensdorf (wurde am 1. Januar 1974 nach Greifenhain eingemeindet)
  - Rehnsdorf (am 10. Januar 1973 nach Jehserig eingemeindet)
- Roggosen (seit 1. Januar 1974 mit Ortsteil Komptendorf, am 6. Mai 1990 Ausgliederung von Komptendorf)
  - Ruben (wurde am 10. Januar 1973 nach Werben eingemeindet)
  - Saccasne (seit 10. Januar 1973 eingemeindet nach Schmogrow)
  - Schlichow (wurde am 1. Januar 1974 nach Dissenchen eingemeindet)
- Schmogrow (seit 10. Januar 1973 mit Ortsteil Saccasne)
- Schorbus (mit Ortsteilen Oelsnig und Reinpusch, seit 10. Januar 1973 mit Ortsteil Auras, seit 1. Januar 1974 mit Ortsteil Klein Oßnig)
- Sergen (seit 1. Januar 1974 mit Ortsteil Kathlow, am 6. Mai 1990 Ausgliederung von Kathlow)
- Sielow
- Siewisch (seit 1950 mit Ortsteil Koschendorf)
  - Skadow (wurde am 1. Januar 1974 nach Döbbrick eingemeindet)
  - Steinitz (wurde am 1. Januar 1973 nach Domsdorf eingemeindet)
- Striesow
  - Tranitz (am 31. Dezember 1983 Eingliederung der Gemarkung des devastierten Tranitz nach Dissenchen)
- Turnow
- Werben (seit 1. Juli 1950 mit Ortsteil Brahmow, seit 10. Januar 1973 mit Ortsteil Ruben)
- Willmersdorf (seit dem 1. Januar 1974 mit Ortsteil Lakoma)

### Einwohnerentwicklung
| Jahr      | 1960   | 1971   | 1981   | 1989   |
| Einwohner | 52.703 | 48.645 | 45.570 | 42.768 |

## Wirtschaft
Der Kreis Cottbus-Land war stark vom Braunkohleabbau in den Großtagebauen Gräbendorf und Cottbus-Nord geprägt.

## Verkehr
Der Kreis war durch die Autobahn Berliner Ring–Cottbus–Forst an das Autobahnnetz der DDR angeschlossen. Dem überregionalen Straßenverkehr dienten außerdem die F 97 von Guben über Cottbus nach Dresden, die F 115 von Jüterbog über Cottbus nach Görlitz,  die F 122 von Cottbus nach Forst, die F 168 von Peitz nach Beeskow sowie die F 169 von Cottbus nach Karl-Marx-Stadt.
Das Kreisgebiet war durch die Eisenbahnstrecken Berlin–Cottbus–Görlitz, Großenhain–Cottbus, Cottbus–Halle, Cottbus–Forst, Cottbus–Guben sowie Cottbus–Peitz–Frankfurt (Oder) in das Eisenbahnnetz der DDR eingebunden.

## Kfz-Kennzeichen
Den Kraftfahrzeugen (mit Ausnahme der Motorräder) und Anhängern wurden von etwa 1974 bis Ende 1990 dreibuchstabige Unterscheidungszeichen, die mit den Buchstabenpaaren ZC, ZD und ZE begannen, zugewiesen. Die letzte für Motorräder genutzte Kennzeichenserie war ZV 00-01 bis ZV 99-99.
Anfang 1991 erhielten der Landkreis und die Stadt Cottbus das Kennzeichen CB. Es wurde bis Ende 1993 für den Landkreis ausgegeben.